# Átlagsebesség
Az átlagsebesség alapértelmezésben egy számított, sebesség dimenziójú fizikai fogalom, az adott objektum által megtett teljes út hosszának és az ehhez szükséges időnek a hányadosa. Más sebesség-jellegű vagy sebességhez hasonló mennyiségekre (pl. szögsebesség, adatátviteli sebesség) is értelmezhető hasonló átlagos mennyiség, bár általában ez esetben az átlagos sebesség kifejezés (pl. átlagos szögsebesség) használatos. 
Az átlagsebesség kiszámításakor az útszakaszok összhosszát osztjuk a szintén összegezett szakaszonkénti adott távolságok és sebességek hányadosaival. (Képlet: {\displaystyle V_{average}={\frac {S_{1}+S_{2}\ +\ \ldots \ +S\ _{n}}{\left({\frac {S_{1}}{V_{1}}}\right)\ +\ \left({\frac {S_{2}}{V_{2}}}\right)\ +\ \ldots \ +\ \left({\frac {S_{n}}{Vn}}\right)}}} ). Vegyük észre, hogy a nevezőben összegzett értékek az egyes szakaszokra vonatkozó olyan idő adatok, amely az adott útszakasz, adott sebességgel történő megtételét jelentik. A átlagsebesség értékét és számítását nagyban befolyásolja az út során történt egyenletes gyorsulás és lassulás. Ebben az esetben a gyorsuló és lassuló mozgások paramétereivel számított idő adatokat használjuk.

## Származtatása
Az átlagsebesség {\displaystyle {\bar {v}}={\frac {s}{t}}}, ahol {\displaystyle \,s} a megtett teljes út és {\displaystyle \,t} a teljes út megtételéhez szükséges összidő. Így tehát az átlagsebesség nem sebességátlag, azaz nem a sebességeket kell átlagolni. Úgy is megfogalmazható, hogy az átlagsebesség annak az egyenletesen mozgó testnek a sebessége lenne, ami ugyanolyan hosszú utat ugyanannyi idő alatt tenne meg, mint a változó sebességű mozgást végző test.
Érdekesség 
Azokat a mennyiségeket, amelyeknek nagyságukkal és irányukkal jellemezhetünk, vektor mennyiségeknek nevezünk.

## Jelentősége
Vannak olyan vizsgálati módszerek, ahol valamely sebességjellegű mennyiségre igyekszünk következtetéseket levonni, de a mozgás konkrét lefolyására vonatkozólag nem rendelkezünk elegendő adattal, viszont az elmozdulás mértéke és az egész eseménysor időtartama ismert. Ebben az esetben az átlagsebesség számításának lehet értelme, különösen, ha feltételezhető, hogy a sebességben nem voltak túlzottan nagy (pl. nagyságrendi) változások. Ilyen esetekben az átlagsebességek összehasonlítása indokolt és informatív lehet.
Példaként földtani kutatásban a hegységek kiemelkedésére vagy egy medence süllyedésére vonatkozóan sokszor csak a teljes időtartam ismeretes, a kiemelkedés, illetve süllyedés mértéke pedig (pl. méterben vagy kilométerben) mérhető. Annak ellenére, hogy általában ezek a mozgások nem egyenletes sebességgel történnek, a két mennyiség hányadosa a kiemelkedés, illetve süllyedés átlagsebessége lényeges a tektonikai folyamatok sebessége és jellege szempontjából. Példa: ha egy kőzettömeg 2 km-t süllyedt 1 millió év alatt, akkor a süllyedés átlagsebessége 2km/1 millió év = 2 mm/év.